# Geronimo’s Cadillac
«Geronimo’s Cadillac»  (с англ. — «Кадиллак Джеронимо») — сингл с заглавной песней четвертого альбома In the Middle of Nowhere немецкой диско-группы Modern Talking. Этот сингл также является первым синглом Modern Talking, который не достиг вершины немецкого чарта. «Geronimo’s Cadillac» был выпущен в Германии и других европейских странах 6 октября 1986 года. Сингл достиг 3-го места в немецком чарте синглов 3 ноября 1986 года, почти через месяц после его выхода. Сингл провел пять недель в топ-10 и в общей сложности 13 недель в топ-100 в Германии. Тогда же «Geronimo’s Cadillac» вошёл в топ-5 в Австрии, и ему удалось войти в топ-10 в Швейцарии, Швеции и Норвегии.

## Список композиций
7" (Hansa 108 620) (BMG) — 06.10.1986
1. «Geronimo’s Cadillac» (Дитер Болен) — 3:12
2. «Geronimo’s Cadillac» (Инструментальная версия) (Дитер Болен) — 3:12

12" (Hansa 608 620) (BMG) — 06.10.1986
1. «Geronimo’s Cadillac» (Длительная вокальная версия) (Дитер Болен) — 5:02
2. «Keep Love Alive» (Дитер Болен) — 3:25
3. «Geronimo’s Cadillac» (Инструментальная версия) (Дитер Болен) — 3:12

## Чарты
| Чарт (1986)                         | Высшая позиция |
| ----------------------------------- | -------------- |
| Австрия (Ö3 Austria Top 40)         | 3              |
| Бельгия/Фландрия (Ultratop 50)      | 4              |
| Дания (IFPI)                        | 3              |
| Европа (European Hot 100 Singles)   | 17             |
| Финляндия (Suomen virallinen lista) | 3              |
| Франция (SNEP)                      | 43             |
| Греция (IFPI)                       | 1              |
| Италия (Musica e dischi)            | 23             |
| Нидерланды (Dutch Top 40)           | 36             |
| Нидерланды (Single Top 100)         | 24             |
| Норвегия (VG-lista)                 | 7              |
| ЮАР (Springbok Radio)               | 4              |
| Испания (AFYVE)                     | 1              |
| Швеция (Sverigetopplistan)          | 6              |
| Швейцария (Schweizer Hitparade)     | 6              |
| ФРГ (GfK)                           | 3              |